# Where the Streets Have No Name (I Can't Take My Eyes Off You)
Where the Streets Have No Name (I Can't Take My Eyes Off You) è un singolo del gruppo musicale britannico Pet Shop Boys, pubblicato l'11 marzo 1991 dalla Parlophone.

## Descrizione
Il brano è stato realizzando unendo elementi tratti dai brani Where the Streets Have No Name degli U2 e Can't Take My Eyes Off You di Frankie Valli. Il brano, che quindi rappresenta una sorta di medley fra due brani, è strutturato in chiave synth pop ed è considerata da molti una versione "innovativa" del popolare brano.
Un fatto ironico è che dopo aver ascoltato la versione dei Pet Shop Boys, Bono degli U2 ha ironicamente commentato «What have we done to deserve this?» (in italiano, «che abbiamo fatto per meritare questo?»), un chiaro riferimento al singolo What Have I Done to Deserve This? del duo.

## Promozione
Lanciata come doppio singolo assieme a How Can You Expect to Be Taken Seriously?, il brano ha raggiunto la quarta posizione della classifica britannica dei singoli. In una intervista, il duo ha spiegato che il loro intento era di «trasformare un mitico brano rock in un brano disco». Con qualche modifica alla struttura musicale e testuale della canzone originale, il duo è riuscito a ottenere un notevole successo sia critico che di classifica.

## Tracce
7"Parlophone / R 6285 (Regno Unito)
1. Where the Streets Have No Name (I Can't Take My Eyes Off You) (7" Edit) - 4:31
2. How Can You Expect to Be Taken Seriously? (single version) - 4:10

MCEMI USA / 4KM-50351 (Stati Uniti)
1. Where the Streets Have No Name (I Can't Take My Eyes Off You) (Original 7" Mix) - 4:31
2. Bet She's Not Your Girlfriend - 4:28

12"Parlophone / 12 R 6285 (Regno Unito)
1. Where the Streets Have No Name (I Can't Take My Eyes Off You) (Extended Mix) - 6:44
2. How Can You Expect to Be Taken Seriously? (Extended Mix) - 6:03
3. Bet She's Not Your Girlfriend - 4:28

12"Parlophone / 12 RX 6285 (Regno Unito, Paesi Bassi)
1. Where the Streets Have No Name (I Can't Take My Eyes Off You) (David Morales Remix) - 6:24
2. How Can You Expect to Be Taken Seriously? (Mo Mo Remix) - 6:51
3. How Can You Expect to Be Taken Seriously? (Ragga Zone Remix) - 6:27

- Tutte le tracce remixate da David Morales

12"EMI USA / V-56217 (Regno Unito)
1. Where the Streets Have No Name (I Can't Take My Eyes Off You) (12" Dance Mix) - 7:35
2. Where the Streets Have No Name (I Can't Take My Eyes Off You) (Sound Factory Mix) - 4:37
3. Where the Streets Have No Name (I Can't Take My Eyes Off You) (Red Zone Mix) - 6:18
4. Where the Streets Have No Name (I Can't Take My Eyes Off You) (Eclipse Mix) - 1:38
5. Where the Streets Have No Name (I Can't Take My Eyes Off You) (Ska Reprise) - 2:59
6. Where the Streets Have No Name (I Can't Take My Eyes Off You) (7" Version) - 4:33

- Tracce dalla 1 alla 5 remixate da David Morales

CDParlophone / CD R 6285 (Regno Unito)
1. Where the Streets Have No Name (I Can't Take My Eyes Off You) - 5:35
2. How Can You Expect to Be Taken Seriously? (Extended Mix) - 6:03
3. Bet She's Not Your Girlfriend - 4:28
4. How Can You Expect to Be Taken Seriously? (Classical reprise) - 3:05

- Tracce 2 e 4 remixate da Brothers in Rhythm

CDEMI USA / E2-56217 (Stati Uniti)
1. Where the Streets Have No Name (I Can't Take My Eyes Off You) (Original 7" Mix) - 4:31
2. Where the Streets Have No Name (I Can't Take My Eyes Off You) (12" Dance Mix) - 7:36
3. Where the Streets Have No Name (I Can't Take My Eyes Off You) (Red Zone Mix) - 6:20
4. Bet She's Not Your Girlfriend - 4:28
5. I Want a Dog (Techno Funk Mix) - 4:08

- Tracce 2 e 3 remixate da David Morales

## Classifiche
| Classifica (1991)        | Posizione massima |
| ------------------------ | ----------------- |
| Australia                | 9                 |
| Austria                  | 5                 |
| Belgio (Fiandre)         | 8                 |
| Finlandia                | 2                 |
| Germania                 | 7                 |
| Irlanda                  | 2                 |
| Italia                   | 11                |
| Nuova Zelanda            | 42                |
| Paesi Bassi              | 14                |
| Regno Unito              | 4                 |
| Spagna                   | 3                 |
| Stati Uniti              | 72                |
| Stati Uniti (dance club) | 4                 |
| Stati Uniti (radio)      | 68                |
| Svezia                   | 13                |
| Svizzera                 | 3                 |